# Будяк дрібноголовий
Будяк дрібноголовий (Carduus pycnocephalus L.)  — вид квіткових рослин родини айстрові (Asteraceae). лат. pycnocephalus — «товстоголовий».

## Опис
Стебла до 130 см, прості або розгалужені у верхній частині. Стебла мають шипи. Прикореневі листки довгасто-ланцетні, з 3–6 парами часток. Віночок від рожевого до пурпурного. Сім'янки 4,2–4,8(5,3) × 1,5–2,2 мм, солом'яно-жовті. Цвітіння і плодоношення з лютого по червень (листопад).

## Поширення
Батьківщина: Північна Африка: Алжир; Єгипет; Лівія; Марокко; Туніс. Азія: Афганістан; Кіпр; Іран; Ірак; Ізраїль; Йорданія; Сирія; Туреччина; Індія — Джамму і Кашмір; Пакистан. Кавказ: Вірменія; Азербайджан; Грузія. Європа: Молдова; Україна; Швейцарія; Албанія; Боснія і Герцеговина; Болгарія; Хорватія; Греція; Італія; Македонія; Чорногорія; Словенія; Франція; Гібралтар; Іспанія. Натуралізований в деяких інших країнах світу.
Живе добре в луках, лісах, колючих чагарниках. Високо інвазивний у неспокійних районах, навіть на базальтовому ґрунті.

## Галерея

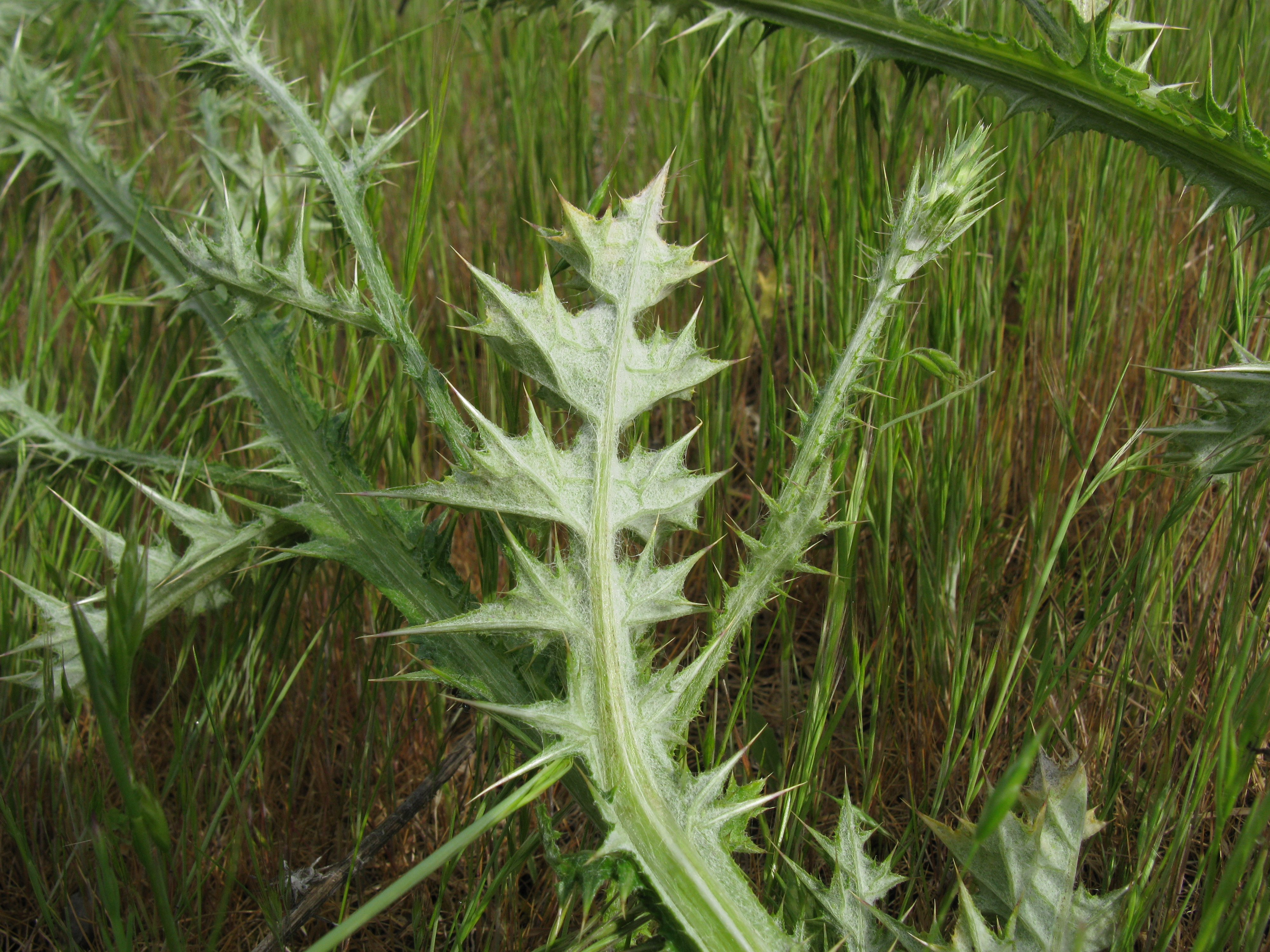
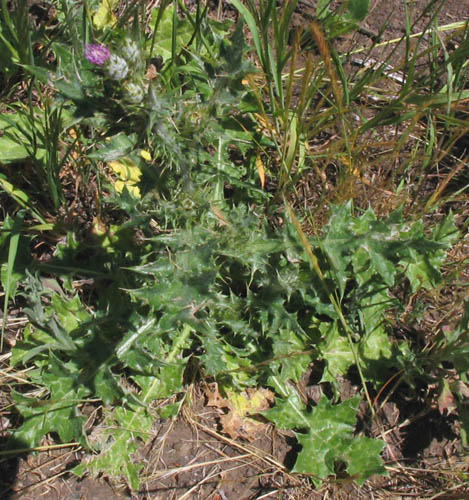